# De Filistijnen
De Filistijnen is een Vlaamse televisieproductiemaatschappij, ontstaan in 2004 met zetel in Schaarbeek. Naast spelshows, talkshows en quizzen is het sinds 2018 ook actief in fictie. 

## Geschiedenis en programma's
Het bedrijf werd in 2004 opgericht door Bruno Wyndaele, in samenwerking met Studio 100. De eerste shows, vriend of vijand en De Nieuwste Quiz, konden veel kijkers bekoren, waardoor het productiehuis meteen de aandacht trok. Vriend of Vijand werd snel een succes. Het liep drie seizoenen.
In 2005 kwam Beste Vrienden op antenne op één (VRT), een zender van de Vlaamse Publieke Omroep. Hiermee werd voor de eerste keer de kaap van 1 miljoen kijkers overschreden. Het programma bleek een succes en kende uiteindelijk vijf succesvolle seizoenen. Het programma werd ook opgepikt door Nederland en werd in een lokale adaptatie uitgezonden op NPO 3.
Een jaar later werd het cultuurprogramma De Leeuw In Vlaanderen uitgezonden op Canvas, met als presentator Rick De Leeuw. Ook dit jaar scheidden de wegen van De Filistijnen en Studio 100 zich.
In 2008 werd Eeuwige Roem een nieuw kijkcijferkanon. Dit blijft noch in België, noch in het buitenland onopgemerkt. In België werd de volgende jaren nog vier keer gestreden om eeuwige roem op sportvlak, terwijl verschillende andere landen het format adapteerden. Zo kent Eeuwige Roem vooral in de Scandinavische landen groot succes - met 10 seizoenen en een marktaandeel van 70% in zowel Noorwegen als Zweden. Verder werden ook lokale versies van het programma uitgezonden in Duitsland, Nederland, Finland en het Verenigd Koninkrijk.
In datzelfde jaar ziet ook De Premiejagers het licht. Het wordt al snel een van de meest populaire programma's op één. De dagelijkse zomerquiz haalt een marktaandeel van 50% en blijft nadien 7 seizoenen lang een van de sterkhouders van de zender.
Sinds 2010 ontwikkelde het productiehuis ook programma's voor VTM, te beginnen met het beroemdhedenprogramma  De Maandagshow. Het actualiteitenmagazine richt zich op bekende Vlamingen en internationale sterren en hun leven. Het sterke geslacht zoekt dan weer uit aan de hand van duels tussen BV's welk geslacht het sterkste is in een wervelende gameshow. Met een marktaandeel van 35% scoort het programma 10% boven het gemiddelde van de zender. In 2014 pikt ook Noorwegen het programma op, waar het eveneens vanaf de eerste uitzending ver boven het zendergemiddelde scoort. Daarmee was het de sterkte nieuwkomer voor TV2 Noorwegen sinds 2003.
De Premiejagers krijgt een luxe-editie in 2012 met De Premiejagers Deluxe. Teams van bekende Vlamingen namen het wekelijks tegen elkaar op. Ook op één wordt Smaak gelanceerd. Daar gaan Axel Daeseleire, Bruno Wyndaele en Michiel Hendryckx op zoek naar lekkere producten.
Bij de start van 2013 gaat ook Het Spiegelpaleis op antenne. De quiz zoekt uit welke Vlaming zijn landgenoten met hun specifieke gewoontes en voorkeuren het beste kent. De show wordt bovendien uitgezonden vanuit het Vlaams Parlement, een unieke setting voor een tv-programma.
Siska Schoeters opent in 2017 de deuren van De Club. In deze quiz wordt een bekende Vlaming uitgedaagd met als ultieme prijs een plekje in Siska's club. Het tweede seizoen werd in de zomer van 2018 uitgezonden op één. Diezelfde zomer mochten verschillende bekenden ook plaatsnemen in de zetel bij Bruno Wyndaele, voor het programma Het zomert met.... Daarin mijmeren ze, op een idyllische locatie in Vlaanderen, over hun zomers als kind en gaan ze dieper in op het heden en de toekomst.
In 2018 richten De Filistijnen Mockingbird productions op samen met filmproducent A private view. Met dit productiehuis willen ze vooral fictie - en animatiereeksen op antenne brengen. Hun eerste series, Een goed jaar en Meneer Papier worden momenteel voorbereid.
In 2019 maken ze Wat een dag in co-productie met PIT, gepresenteerd door Davy Parmentier, voor VTM
In 2020 wordt Kinderwens uitgezonden op Eén. De eerste documentairereeks van De Filistijnen, gepresenteerd door Leen Dendievel. 
Sinds 2021 maakt De Filistijnen ook eigen fictie. De eerste twee reeksen zijn in voorbereiding en kregen reeds scenariosteun van het VAF. 

## De Filistijnen Groep
De Filistijnen maakt deel uit van een groep bedrijven die zich bezighoudt met alle aspecten van het televisie-maken. Bruno Wyndaele en Jes Van Gaever - ervaren producers, redacteurs en innovatieve televisiemakers - behouden het overzicht en leiden de verschillende bedrijven binnen de groep.
Het productiehuis HH107, naar het adres van de maatschappelijke zetel, Huart Hamoirlaan 107, bundelt de productieactiviteiten. 
In 2010 besloten Jes en Bruno ook het eerste distributiebedrijf voor Vlaamse content op te richten, samen met Woestijnvis en De Mensen. The Primitives verdeelt het volledige aanbod aan Vlaamse formats en Ready Mades naar alle continenten.
Sinds 2018 leggen ze zich eveneens op fictie. Samen met A Private View richtten ze Mockingbird Productions op, een productiehuis gespecialiseerd in fictie - en animatiereeksen.

## Overzicht Programma's
| Programma              | Presentator(en)                                    | Periode               | Zender    |
| ---------------------- | -------------------------------------------------- | --------------------- | --------- |
| De Nieuwste Quiz       | Bruno Wyndaele                                     | 2004-2005             | Eén       |
| Vriend of Vijand       | Thomas Vanderveken                                 | 2005-2007             | Eén       |
| Beste Vrienden         | Bruno Wyndaele & Thomas Vanderveken                | 2006-2007, 2013, 2016 | Eén       |
| De Leeuw in Vlaanderen | Rick de Leeuw                                      | 2006                  | Canvas    |
| Eeuwige Roem           | Bruno Wyndaele & Louis Talpe                       | 2008- 2012, 2016      | Eén, VIER |
| De Premiejagers        | Bruno Wyndaele                                     | 2008-2014             | Eén       |
| De Maandagshow         | Bram Van Deputte, Evi Hanssen, An Lemmens          | 2010-2011             | VTM       |
| Het Sterke Geslacht    | Bruno Wyndaele, Goedele Liekens, Filip Peeters     | 2010                  | VTM       |
| Smaak                  | Bruno Wyndaele, Axel Daeseleire, Michiel Hendryckx | 2012                  | Eén       |
| Het Spiegelpaleis      | Bruno Wyndaele, Sam De Bruyn                       | 2013                  | Eén       |
| De Club                | Siska Schoeters                                    | 2017, 2018            | Eén       |
| Het Zomert Met ...     | Bruno Wyndaele                                     | 2018                  | Eén       |
| Wat een dag            | Davy Parmentier                                    | 2019                  | VTM       |
| Kinderwens             | Leen Dendievel                                     | 2020                  | Eén       |